# خروس (فیلم ۲۰۰۸)
خروس (انگلیسی: Rooster) (هندی:Seval) فیلم هندی اکشن عاشقانه تاریخی تامیلی زبان، تولید سال ۲۰۰۸ به نویسندگی و کارگردانی هاری است که توسط ام.ای. جناح تولید شده‌است. نفش‌های اصلی فیلم را بهاراث، پونام بجوا، سیمران و وادیولو بازی می‌کنند. موسیقی فیلم توسط جی. وی. پراکاش کومار ساخته شده و فیلمبرداری توسط پریان انجام گرفته و تدوین فیلم بر عهده وی. تی. ویجایان بود. فیلم در روز ۲۷ اکتبر ۲۰۰۸ به اکران درآمد.

## پیوند بیرونی
- خروس در بانک اطلاعات اینترنتی فیلم‌ها (IMDb)